# Museo dello spazzacamino
Il Museo internazionale dello spazzacamino è un museo interattivo situato a Santa Maria Maggiore nella provincia del Verbano-Cusio-Ossola. È ospitato nella settecentesca Villa Antonia, nel centro storico del paese.

## Contesto sociale
A partire dagli inizi del cinquecento in Val Vigezzo, a causa della povertà della popolazione, moltissime persone, soprattutto bambini, erano costrette ad emigrare lavorando come spazzacamini. Questo fenomeno era così diffuso in valle che addirittura venne soprannominata valle degli Spazzacamini. Molti valligiani dunque emigrarono verso Milano, la Francia o le Fiandre: alcuni riuscirono a fare fortuna, la maggior parte visse una vita di stenti. Il lavoro dello spazzacamino era interessato dal fenomeno dello sfruttamento minorile: i bambini, particolarmente adatti entrare nei camini a causa della loro esile corporatura, erano sfruttati e sottopagati e costretti a vivere lontano da casa per tutta la stagione invernale. Le famiglie più disperate arrivavano a vendere i propri figli al padrone.

## Esposizione
Il museo, inaugurato nell'agosto 1983 e completamente rinnovato nel 2005, è situato nel retro di villa Antonia, una villa di inizio settecento ora sede del municipio. Il museo raccoglie testimonianze, costumi, strumenti e storie del lavoro degli spazzacamini e della loro condizione sociale. Al pian terreno sono esposti gli strumenti e gli abiti che ricostruiscono la storia e il significato di questo mestiere, anche nel contesto dell’emigrazione vigezzina. Al primo piano si trova un percorso multisensoriale, unico nel suo genere, che permette una partecipazione in prima persona. Il visitatore, con un paio di cuffie, si immedesima in quella che era la vita degli spazzacamini: entra in una canna fumaria orizzontale, ascolta il rumore del riccio e della raspa, infila la testa in un camino, ascolta i mesti canti dei rüsca, i bambini-spazzacamino.

## Eventi
Per ricordare questa tradizione legata ad un duro e faticoso lavoro, nel primo fine settimana di settembre, si ritrovano a Santa Maria Maggiore più di un migliaio di spazzacamini provenienti da ogni parte del mondo per il raduno internazionale. Al ricordo di tutti coloro che si sono dedicati al mestiere nei secoli passati si uniscono i numerosi e gioiosi eventi di festa. L'evento principale del raduno è la grande sfilata per le vie del paese della domenica mattina, cui assistono migliaia di turisti e appassionati.

## Galleria d'immagini

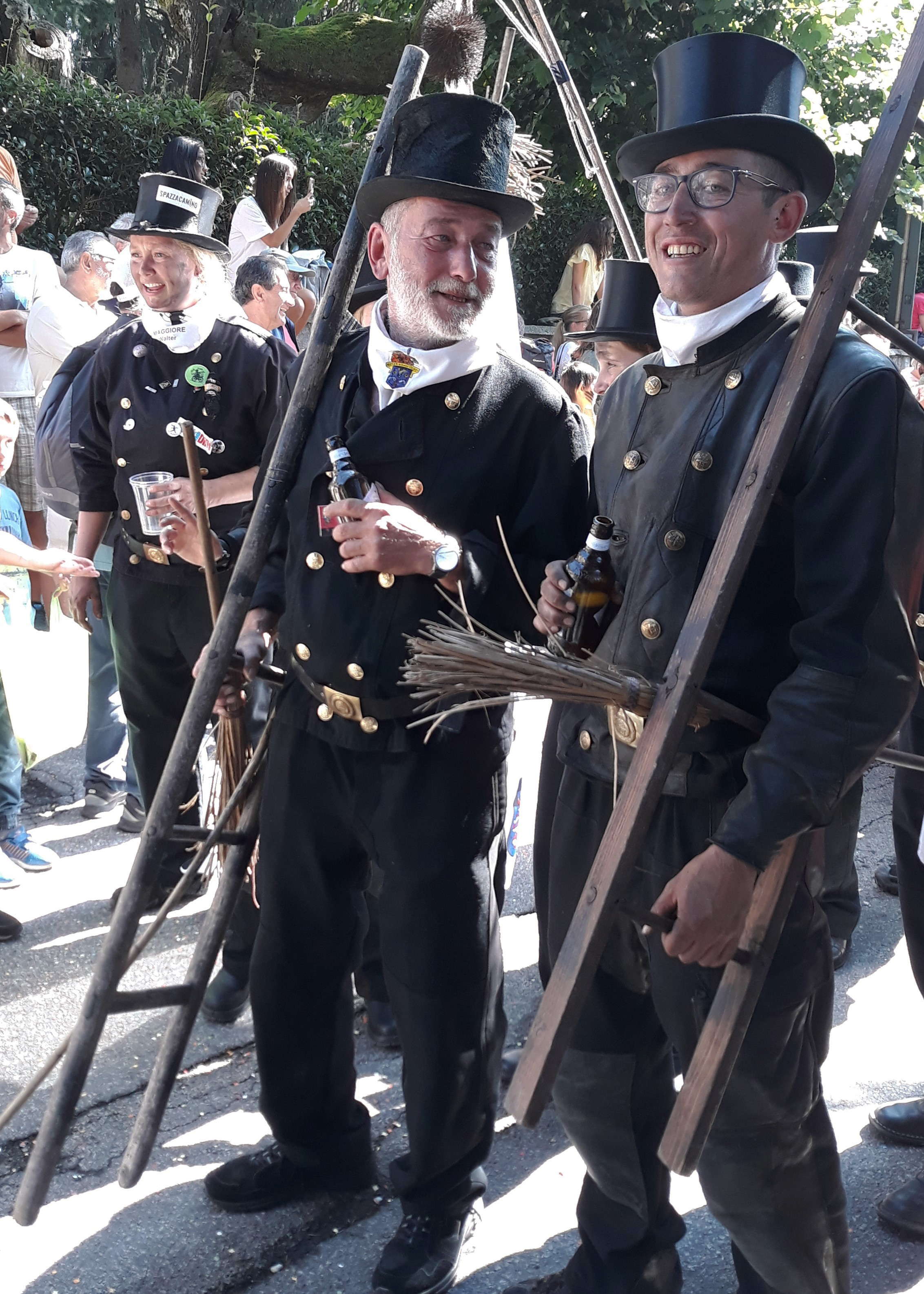
La sfilata degli spazzacamini
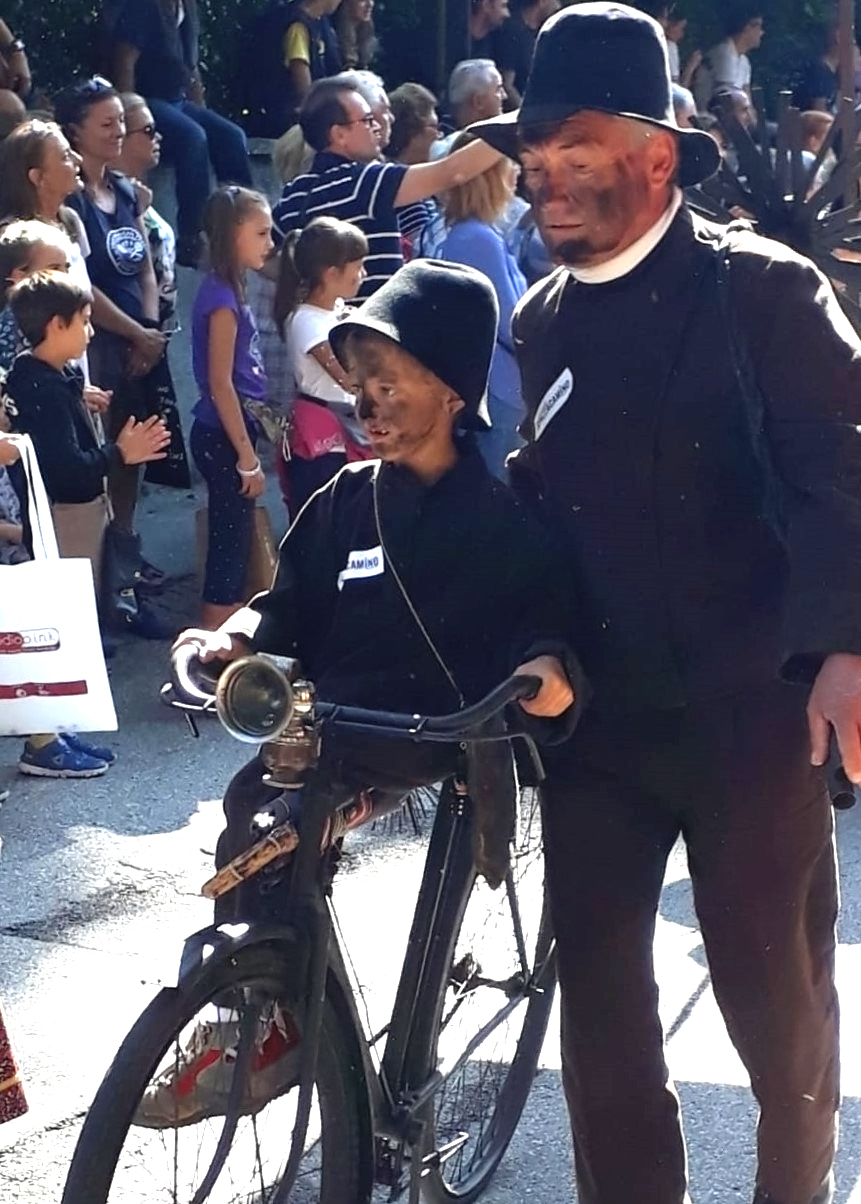
Un rusca in bicicletta in abiti tradizionali
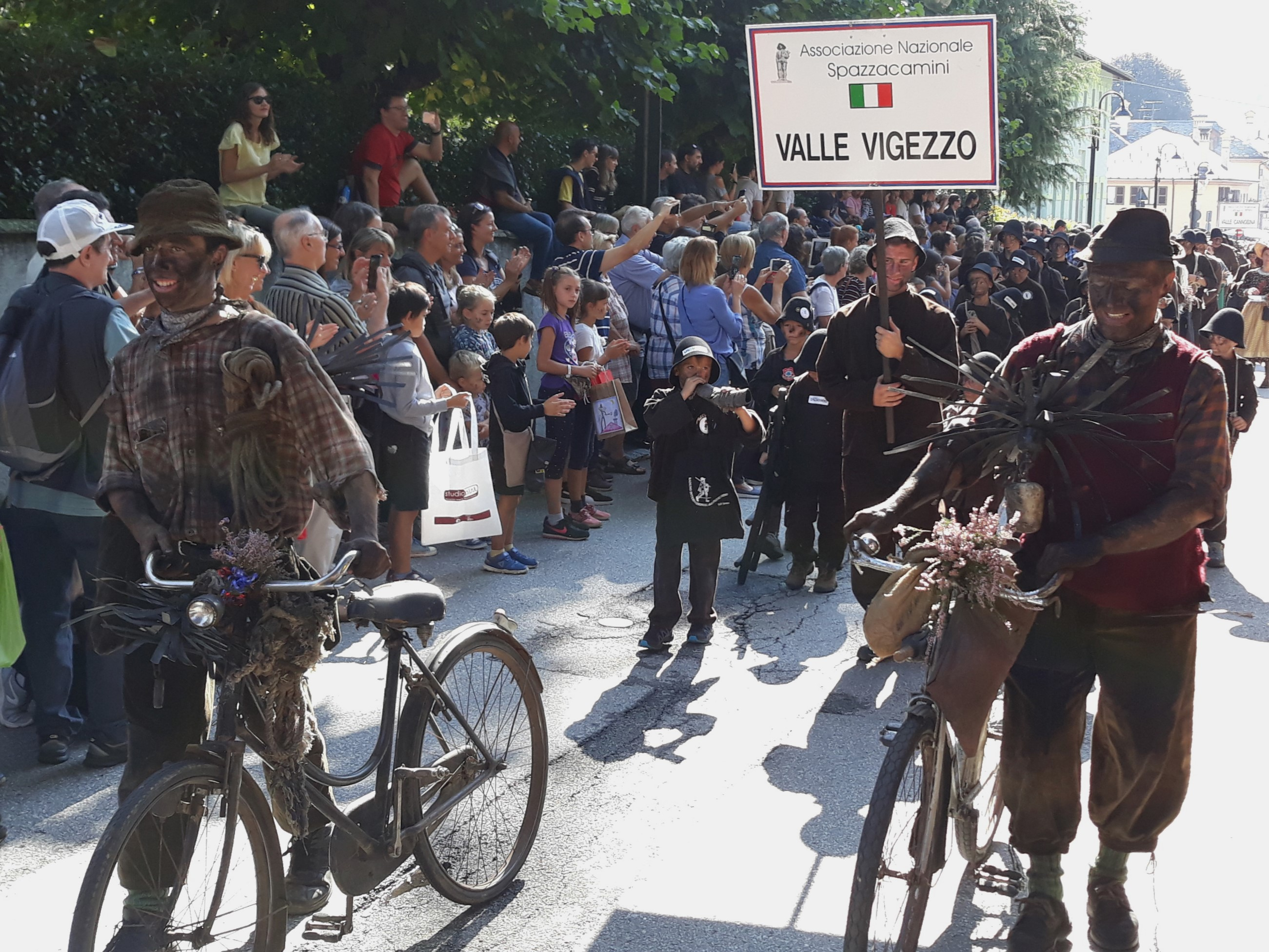
Delegazione della Valle Vigezzo alla parata del 2019